# غزل شاکری
غزل شاکری (زادهٔ ۲۲ اسفند ۱۳۵۶) بازیگر و خواننده و طراح صحنه و لباس اهل ایران است. از آثار وی می‌توان به بازی کردن نقش فهیمه اکبر در سریال خاتون و همچنین نقش ملک نسا خانم       (عزت الدوله)در سریال جیران اشاره کرد. وی در سال ۱۳۹۷ برای فیلم سارا و آیدا برنده جایزه بهترین بازیگر نقش اول زن در بیستمین جشن سینمای ایران شد.

## زندگی
وی دختر فرشته طائرپور، تهیه‌کننده و فیلم‌نامه‌نویس سینما، است. او فعالیت در سینما را از سال ۱۳۶۶ با فیلم ماهی به کارگردانی کامبوزیا پرتوی آغاز کرد. او بیشتر به خاطر بازی در نقش گلنار در فیلمی به همین نام شناخته می‌شود. او این فیلم را در ده سالگی خود بازی کرده‌است. از جمله سوابق هنری وی می‌توان به ایفای نقش در فیلم‌هایی نظیر «ماهی» (کامبوزیا پرتوی، ۱۳۶۶)، گلنار (کامبوزیا پرتوی، ۱۳۶۷)، وقتی همه خواب بودند (فریدون حسن‌پور، ۱۳۸۴)، آینه‌های روبرو (نگار آذربایجانی) و طراحی صحنه و لباس فیلم‌های «وقتی همه خواب بودند و آینه‌های روبرواست. غزل شاکری با بازی در سریال شهرزاد (حسن فتحی) موفقیت سال‌های پیشین خود را مجدداً تکرار کرد. از فعالیت‌های موسیقایی وی می‌توان به بازخوانی تصنیف حدیث آشنایی اثر حبیب‌الله بدیعی و با خوانندگی پوران و تک‌خوانی ریتمیک با عنوان قلک اشاره کرد.

## آثار

### سینما
| سال  | نام فیلم            | کارگردان        |
| ---- | ------------------- | --------------- |
| ۱۴۰۳ | رها                 | حسام فرهمند     |
| ۱۴۰۱ | روایت ناتمام سیما   | علیرضا صمدی     |
| ۱۳۹۸ | سازهای ناکوک        | علی حضرتی       |
| ۱۳۹۸ | زمانی یک زن         | جلیل اکبری صحت  |
| ۱۳۹۵ | سارا و آیدا         | مازیار میری     |
| ۱۳۸۹ | آینه‌های روبرو       | نگار آذربایجانی |
| ۱۳۸۴ | وقتی همه خواب بودند | فریدون حسن‌پور   |
| ۱۳۶۷ | گلنار               | کامبوزیا پرتوی  |
| ۱۳۶۶ | ماهی                | کامبوزیا پرتوی  |

### مجموعه تلویزیونی
| سال  | نام مجموعه      | کارگردان          |
| ---- | --------------- | ----------------- |
| ۱۳۹۱ | حتی اگر شب باشد | منیر قیدی         |
| ۱۳۹۷ | بانوی عمارت     | عزیزالله حمیدنژاد |

### نمایش خانگی
| سال  | نام سریال | نقش         | کارگردان     |
| ---- | --------- | ----------- | ------------ |
| ۱۴۰۰ | جیران     | ملک‌زاده     | حسن فتحی     |
| ۱۴۰۰ | جزیره     | نرگس        | سیروس مقدم   |
| ۱۴۰۰ | خاتون     | فهیمه اکبر  | تینا پاکروان |
| ۱۳۹۴ | شهرزاد ۱  | آذر گلدره‌ای | حسن فتحی     |

### طراح صحنه و لباس
- وقتی همه خواب بودند (فریدون حسن‌پور، ۱۳۸۴)
- گوشواره (وحید موسائیان، ۱۳۸۵) (دستیار صحنه)
- آینه‌های روبرو (نگار آذربایجانی، ۱۳۸۸)

### تئاتر
- کنسرت تئاتر در روزهای آخر اسفند (محمد رحمانیان – ۱۳۹۲)
- آکواریوم

### مستند
- آقای معمولی (صالح بهشتی، ۱۴۰۰)

### ترانه‌شناسی
- باران (مجید مجیدی، ۱۳۷۹)
- من و تو
- شب آفریدی
- قلک
- چون موی تو
- حدیث آشنایی
- لالایی
- به دل نگویم
- سیه مو
- Late Night
- دوش دوش

## جوایز و نامزدها
| سال  | جایزه                              | رده                       | اثر           | نتیجه    |
| ---- | ---------------------------------- | ------------------------- | ------------- | -------- |
| ۱۳۸۹ | بیست و نهمین دوره جشنواره فیلم فجر | بهترین بازیگر نقش اول زن  | آینه‌های روبرو | برنده    |
| ۱۳۹۵ | سی و پنجمین دوره جشنواره فیلم فجر  | بهترین بازیگر نقش اول زن  | سارا و آیدا   | نامزدشده |
| ۱۳۹۷ | بیستمین جشن سینمای ایران           | بهترین بازیگر نقش اول زن  | سارا و آیدا   | برنده    |
| ۱۴۰۳ | چهل و سومین دوره جشنواره فیلم فجر  | بهترین بازیگر نقش مکمل زن | رها           | نامزدشده |